# Durham, Kalifornien
Durham är en ort (CDP) i Butte County, i delstaten Kalifornien, USA. Enligt United States Census Bureau har orten en folkmängd på 5 518 invånare (2010) och en landarea på 212 km².